# ژارمان
ژارمان (به قزاقی: Zharman) یک دریاچه در قزاقستان است.